# Kapenacker
Kapenacker (en luxembourgeois : Kapenaker ) est un lieu-dit de la commune luxembourgeoise de Wormeldange située dans le canton de Grevenmacher.